# 미카도 (게임)

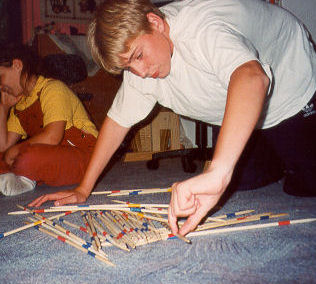
미카도를 즐기는 사람들

미카도(Mikado)는 유럽의 대나무 막대기를 사용한 테이블 게임이다. 이름의 유래는 일본 왕의 별칭 미카도에서 따왔다.
미카도는 유럽에서 시작된 픽업 스틱 게임으로, 17~20cm(6.7~7.9인치)를 측정할 수 있는 동일한 길이의 스틱 세트로 플레이한다.
1936년 헝가리(마로꼬라고 불렸던 곳)에서 미국으로 들여와 픽업스틱이라는 이름을 붙였다. 이 용어는 기존 스틱 게임 변형과 관련하여 그다지 구체적이지 않는다. 미카도라는 이름은 게임 제작자의 브랜드 이름이기 때문에 피했을 수 있다. 이 게임은 가장 높은 득점(파란색) 스틱 미카도(일본 황제)의 이름을 따서 명명되었다.
미카도를 플레이하기에 가장 좋은 시간은 마음은 차분하지만 함께할 사람이 필요할 때이다.